# Municipio de Friends Creek
El municipio de Friends Creek (en inglés: Friends Creek Township) es un municipio ubicado en el condado de Macon en el estado estadounidense de Illinois. En el año 2010 tenía una población de 1450 habitantes y una densidad poblacional de 11,36 personas por km².

## Geografía
El municipio de Friends Creek se encuentra ubicado en las coordenadas 40°0′23″N 88°49′20″O / 40.00639, -88.82222. Según la Oficina del Censo de los Estados Unidos, el municipio tiene una superficie total de 127.69 km², de la cual 127.66 km² corresponden a tierra firme y (0.02%) 0.02 km² es agua.

## Demografía
Según el censo de 2010, había 1450 personas residiendo en el municipio de Friends Creek. La densidad de población era de 11,36 hab./km². De los 1450 habitantes, el municipio de Friends Creek estaba compuesto por el 97.24% blancos, el 0.9% eran afroamericanos, el 0.21% eran amerindios, el 0.14% eran asiáticos, el 0.07% eran isleños del Pacífico, el 0.07% eran de otras razas y el 1.38% pertenecían a dos o más razas. Del total de la población el 0.97% eran hispanos o latinos de cualquier raza.